# Carlowrightia huicholiana
Carlowrightia huicholiana är en akantusväxtart som beskrevs av T.F. Daniel. Carlowrightia huicholiana ingår i släktet Carlowrightia och familjen akantusväxter. Inga underarter finns listade i Catalogue of Life.